# Warzymice

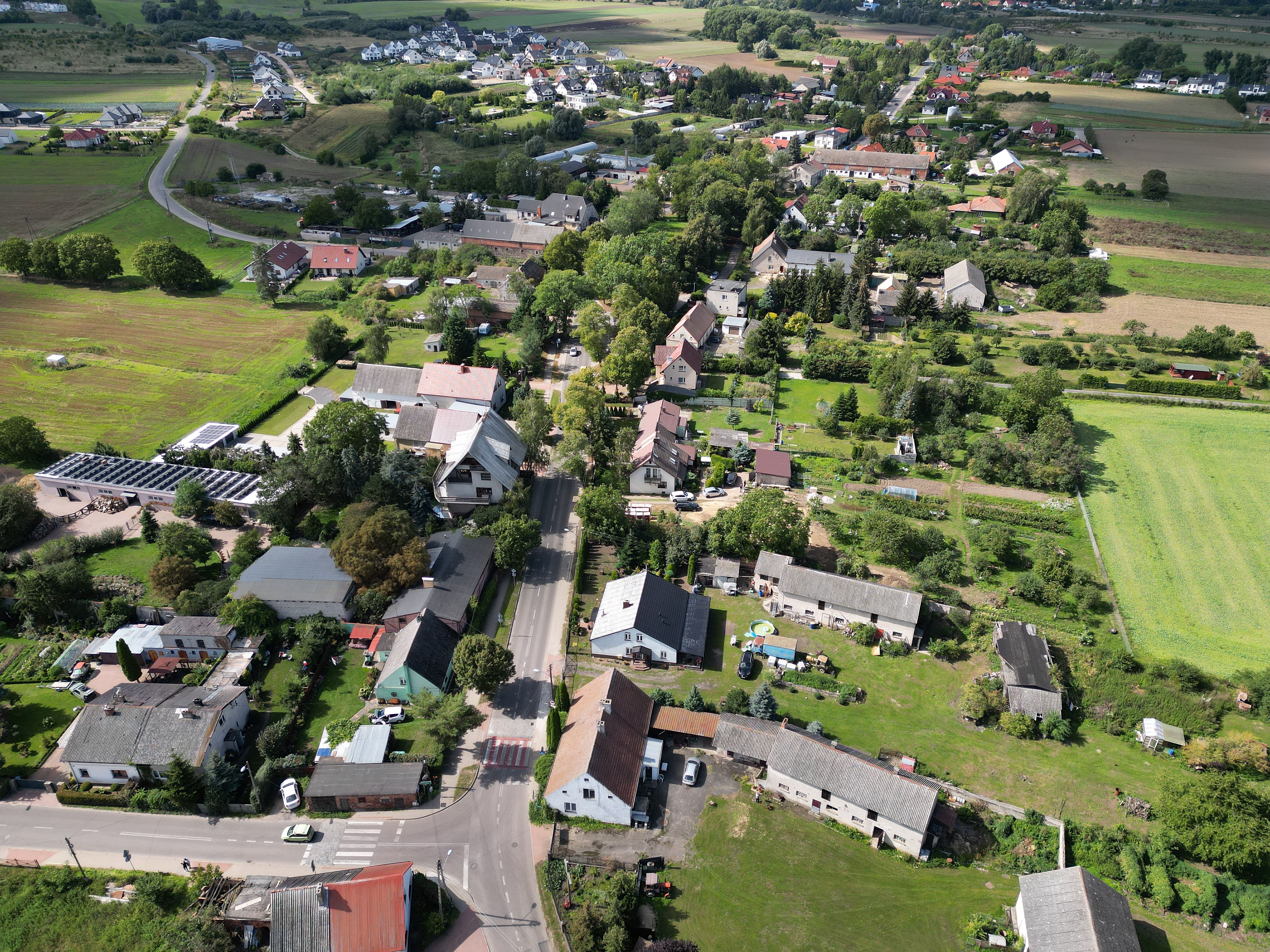
Warzymice – zachodnia część wsi

Warzymice (do 1945 niem. Klein Reinkendorf) – wieś w północno-zachodniej Polsce, położona w województwie zachodniopomorskim, w powiecie polickim, w gminie Kołbaskowo, na Wzniesieniach Szczecińskich.
Według "Aktualności Gminy Kołbaskowo" z grudnia 2024 Warzymice liczą 4177 mieszkańców.

## Historia
W lipcu 2013 przeprowadzono badania na stanowisku archeologicznym zawierającym relikty neolitycznej osady kultury Rössen z V tysiąclecia przed naszą erą.
Pierwsze wzmianki źródłowe o Warzymicach datowane są na rok 1220. Kolejne źródła, z 1243 roku, dotyczą nadania klasztorowi cysterek w Szczecinie czterech włók ziemi w Warzymicach. W drugiej połowie XIII w. powstał we wsi kościół gotycki. W 1333 Otton I przekazał Warzymice Fundacji Mariackiej w Szczecinie. Do momentu sekularyzacji po wprowadzeniu na Pomorzu reformacji (1534), Fundacja Mariacka posiadała tu 15 mórg ziemi oraz rentę w wysokości 256 talarów.
W roku 1844 w Warzymicach mieszkało 223 (lub wedle innych szacunków 243) mieszkańców w 42 rodzinach. W dziewięciu pełnorolnych i jednym półrolnym gospodarstwie hodowano: 378 owiec, 87 sztuk bydła rasy oldenburskiej, 68 świń, 38 koni i 24 kozy. Każdy pełnorolny gospodarz posiadał 88 mórg ziemi. We wsi mieszkał 1 krawiec, 1 szewc, 1 kowal, 1 piekarz oraz 1 właściciel gospody.
W 1889 w Warzymicach zbudowana została stacja kolejowa na szlaku Berlin – Szczecin. W ostatnim rozkładzie przed wybuchem I wojny światowej (ważnym od 1 maja 1914 roku), na tej trasie kursowały 24 pary pociągów, z czego 8 par zatrzymywało się na wszystkich, bądź większości stacji i przystanków. Pociąg osobowy z Dworca Głównego w Szczecinie dojeżdżał wówczas w 10 do 12 minut. Kolejny odcinek do Kołbaskowa pokonywał w 8–9 minut.
8 kwietnia 1899 otwarto przystanek Klein Reinkendorf Ldb. na wąskotorowej linii kolejowej Kleinbahn Casekow–Penkun–Oder (CPO), który funkcjonował do 24 kwietnia 1945, gdy linia została zlikwidowana i rozebrana.
W 1925 Warzymice liczyły 396, w 1933 – 343, a w 1939 312 mieszkańców.
Po przejęciu wsi przez polską administrację w 1945 roku początkowo używano nazwy Akowo, nadanej przez pierwszych osadników – byłych żołnierzy Armii Krajowej. Nazwę Warzymice wprowadzono urzędowo rozporządzeniem Ministrów Administracji Publicznej i Ziem Odzyskanych z dnia 15 marca 1947.
Na byłych terenach rolniczych w obszarze wsi od 1997 roku rozwija się budownictwo mieszkaniowe, co w połączeniu z bliskością Szczecina powoduje osiedlanie się tutaj osób zawodowo związanych z tym miastem. Obecnie zlokalizowane są tutaj osiedla: Dębowe, Bursztynowe, Kresy I i II, Promyk, Różane, Tęczowe, Tęczowe Zakąty, Tęczowe Ogrody oraz Brzeziny.
W latach 1975–1998 miejscowość administracyjnie należała do województwa szczecińskiego.

## Transport

### Droga krajowa nr 13
Na granicy wsi przebiega droga krajowa nr 13 na odcinku Szczecin – Kołbaskowo – Rosówek, która w pobliskim Kołbaskowie przecina autostradę A6: Szczecin – Kołbaskowo (przejście graniczne do Niemiec) – Berlin (niemiecka autostrada A11).
Wzdłuż drogi znajduje się droga pieszo-rowerowa Szczecin – Rosówek.

### Obwodnica Przecławia i Warzymic
Zgodnie z Programem Budowy Dróg Krajowych na lata 2014–2023 przyjętym 8 września 2015 roku, na liście projektów do realizacji znalazła się obwodnica Przecławia i Warzymic. Miała być to droga dwujezdniowa klasy GP (główna ruchu przyspieszonego), biegnąca od ronda imienia Hermana Hakena w Szczecinie w kierunku południowo-zachodnim. W rejonie skrzyżowania drogi krajowej nr 13 z drogą do miejscowości Siadło Górne obwodnica miała wejść w korytarz istniejącej DK13. W tym miejscu miało być zlokalizowane połączenie z planowaną zachodnią obwodnicą Szczecina. Następnie nowa trasa miała skręcić na południe, łącząc się z autostradą A6 w nowym węźle Kołbaskowo, który miał być zlokalizowany około 1,2 km na wschód od przeznaczonego do likwidacji obecnego węzła Szczecin Zachód d. Kołbaskowo, wybudowanego w połowie lat 30. XX wieku.
12 października 2015 roku Generalna Dyrekcja Dróg Krajowych i Autostrad ogłosiła przetarg dla tej inwestycji w formule „zaprojektuj i wybuduj”. Przewidywany termin rozpoczęcia prac w terenie to wiosna 2019 roku, a ich zakończenie to pierwsza połowa 2021 roku. Głównym wykonawcą budowy obwodnicy Przecławia i Warzymic wraz z nowym węzłem zintegrowanym Kołbaskowo została wybrana firma Energopol Szczecin S.A. (stosowne umowy zostały podpisane 9 marca 2018), która na początku lipca 2019 złożyła w szczecińskim sądzie rejonowym wniosek o ogłoszenie upadłości likwidacyjnej. Zdolność firmy do dokończenia mocno opóźnionych lub nawet jeszcze nierozpoczętych kontraktów miała stać się przedmiotem pogłębionej analizy prawnej GDDKiA sama zaś firma zadeklarowała chęć kontynuacji prac. 26 września 2019 wojewoda zachodniopomorski wydał decyzję o zezwoleniu na realizację inwestycji z rygorem natychmiastowej wykonalności. Zakończenie realizacji inwestycji miało nastąpić w II kwartale 2021 roku. Obwodnica do użytku oddana została 31 sierpnia 2023 roku.

### Komunikacja miejska Szczecina w Warzymicach
Warzymice połączone są ze Szczecinem miejskimi liniami autobusowymi 241 i 243.

### Kolej
W założeniach programu rządowego na lata 2020–2025 planowana jest budowa lokalnych przystanków kolejowych, z których jeden ma zostać umieszczony na granicy Warzymic i Przecławia. Ma on zostać włączony do sieci Szczecińskiej Kolei Metropolitalnej w drugim etapie jej powstawania.

## Kultura
W Warzymicach, mimo coraz bardziej miejskiego charakteru wsi, kultywowane jest coroczne obchodzenie dożynek.